# 25122 Kaitlingus
25122 Kaitlingus è un asteroide della fascia principale. Scoperto nel 1998, presenta un'orbita caratterizzata da un semiasse maggiore pari a 2,5389342 UA e da un'eccentricità di 0,0683160, inclinata di 5,77307° rispetto all'eclittica.